# The French Powder Mystery
The French Powder Mystery, deckarförfattaren Ellery Queens andra roman, utgiven i juni 1930. På svenska har boken bara förekommit som följetong i veckotidningen Tidsfördrif under 1936 under namnet Varuhusmysteriet.

## Sammandrag av handlingen
Boken handlar om utredningen av mordet på Winifred Marchbanks French, hustru till varuhusägaren Cyrus French. Mrs. French hittas mördad i en nedfällbar säng under en demonstration i ett av varuhusets skyltfönster.
Fallet utreds av kommissarie Richard Queen vid mordkommissionen, som får hjälp av sin son, författaren och detektiven Ellery Queen. 
Bokens förord är skrivet av pseudonymen J.J.McC.

## Medverkande i boken (enligt lista i boken)
- WINIFRED MARCHBANKS FRENCH, vilken källa av ondska ligger bakom mordet på henne?
- BERNICE CARMODY, ett olyckligt barn.
- CYRUS FRENCH, en helt vanlig amerikansk patriark – handelskung och puritan.
- MARION FRENCH, en silkeslen Askunge?
- WESTLEY WEAVER, sekreterare och älskare – och vän till författaren.
- VINCENT CARMODY, en antikvitetshandlare.
- JOHN GRAY, styrelseledamot. Donator av bokstöd.
- HUBERT MARCHBANKS, styrelseledamot. Björnlik bror till den framlidna mrs French.
- A. MELVILLE TRASK, styrelseledamot. Lismande skamfläck på en i övrig fläckfri vapensköld.
- CORNELIUS ZORN, styrelseledamot. En krösus från Antwerpen, fet, hämndlysten m.m.
- Mrs CORNELIUS ZORN, Zorns Medusa-lika fru.
- PAUL LAVERY, den oförvitlige fransosen. En pionjär inom modernt konsthantverk. Författare av tekniska studier inom ämnet de sköna konsterna, i synnerhet L’Art de Faïence, publi par Monserat, Paris, 1913.
- ARNOLD MACKENZIE, varuhuschef för Frenchs. En skotte.
- WILLIAM CROUTHER, högste ansvarige för lag och ordning i Frenchs varuhus.
- DIANA JOHNSON, demonstratris av skyltfönsterutställningen på Frenchs varuhus.
- JAMES SPRINGER, mysteriös chef för bokavdelningen.
- PETER O’FLAHERTY, lojal chef över nattvakterna i Frenchs varuhus.
- HERMANN RALSKA, GEORGE POWERS, BERT BLOOM, nattvakter.
- HORTENSE UNDERHILLL, av släktet hushållerska tyrannus.
- DORIS KEATON, en jungfrulig favorit.
- SCOTT WELLES, bara en polismästare.
- Dr SAMUEL PROUTY, biträdande rättsläkare i New York.
- HENRY SAMPSON, förste stadsfiskal i New York.
- TIMOTHY CRONIN, stadsfiskal i New York.
- THOMAS VELIE, kriminalöverkonstapel under kommissarie Queens beskydd.
- HAGSTROM, HESSE, FLINT, RITTER, JOHNSON, PIGGOTT, kriminalkonstaplar under kommissarie Queens befäl.
- SALVATORE FIORELLI, chef för narkotikapolisen.
- JIMMY, polishögkvarterets fingeravtrycksexpert som för alltid förblev utan efternamn.
- DJUNA, herrarna Queens hushållare, som framträder alldeles för lite.
- Kriminalkonstaplar, poliskonstaplar, kontorister, en läkare, en sköterska, en portvakt, en väktare för varuintaget m.fl.
- KOMMISSARIE RICHARD QUEEN, som är hårt ansatt och inte sig själv i den här historien
- ELLERY QUEEN, som var lyckosam nog att lösa fallet.